# Burmeistera intii
Burmeistera intii är en klockväxtart som beskrevs av Gomez-laur. och L.D.Gomez. Burmeistera intii ingår i släktet Burmeistera och familjen klockväxter.
Artens utbredningsområde är Costa Rica. Inga underarter finns listade i Catalogue of Life.